# Ragnarök Speldesign
Ragnarök Speldesign var ett svenskt spelföretag bestående av Gunilla Jonsson och Michael Petersén vilka gav ut två rollspel, En Garde! och Skuggornas Mästare år 1987 respektive 1988, samt ett äventyr till En Garde!, Dolkarnas natt, innan företaget lades ned.
Under 2006 återutgavs rollspelet En Garde! av det svenska företaget Mindless Gaming. 2010 tog nystartade MylingSpel över spellicensen och gav ut tredje versionen av spelet. MylingSpel gav 2013 även ut en ny version av spelet Skuggornas Mästare finansierat via FundedByMe.  
Spelet En Garde! har ingen koppling till det spel Game Designers' Workshop gav ut 1975, trots samma namn, samma tidsepok och samma fokus på fäktning.

## Utgivet material
- En Garde!, (1987[3]) - Avancerat rollspel i furstarnas stormiga tid
- Dolkarnas natt, (1987[4]) - Ett äventyr till En Garde!
- Skuggornas mästare, (1988[5]) - Ett rollspel i modern tid